# Gheorghe Popescu
|  | No s'ha de confondre amb Gheorghe Popescu I. |

Gheorghe Popescu (Calafat, 9 de desembre, 1967) fou un futbolista romanès de la dècada de 1990.
Popescu fou un dels futbolistes romanesos més destacats del seu temps. Jugava com a defensa o centrecampista defensiu. Defensà els colors de clubs de primer nivell com el PSV Eindhoven, Tottenham Hotspur FC, FC Barcelona o Galatasaray SK. Amb el Barça, fou titular a l'equip que va guanyar la Final de la Recopa d'Europa de futbol de 1997 contra el Paris Saint Germain.

És el jugador amb més partits internacionals disputats amb la selecció romanesa, amb 115 partits (a data d'abril de 2008) en els quals marcà 16 gols. Disputà els Mundials de 1990, 1994, i 1998, així com l'Euro 96 i l'Euro 2000. Fou condemnat el 2014 a tres anys de presó per evasió fiscal i blanqueig de diners.

## Palmarès
- Recopa d'Europa de futbol 1996-97 (FC Barcelona)
- Copa de la UEFA 1999-00 (Galatasaray)
- Supercopa d'Europa de futbol 2000 (Galatasaray)
- Lliga romanesa de futbol 1987/88
- Lliga neerlandesa de futbol 1990/91, 1991/92
- Lliga turca de futbol 1997/98, 1998/99, 1999/00
- Copa romanesa de futbol 1988
- Supercopa neerlandesa de futbol 1993
- Copa espanyola 1997
- Futbolista romanès de l'any[5] 1989, 1990, 1991, 1992, 1995, 1996.